# كين كوان
كين كوان هو عازف الأرغن كندي، ولد في 1974.